# 南阳理工学院张仲景国医学院
南阳理工学院张仲景国医学院，前身为“张仲景国医大学”，为南阳理工学院下属学院，位于河南省南阳市卧龙区，毗邻于南阳武侯祠。创建于1985年，是豫西南地区一所大型医学院。

## 历史

### 创建背景
1978年之后，“文化大革命”结束，中国大陆逐渐恢复正常秩序，任职于河南中医学院的副教授赵清理在河南中医界享有很高的声誉，利用张仲景的名望，在张仲景的故乡南阳创办一所国医大学来弘扬中医事业，并为中医界培养一批高级人才一直是赵清理教授的心愿。赵清理的想法得到了南阳地委、行署的支持，在与南阳党政领导会谈后，赵清理向当时的教育部副部长杨蕴玉做了汇报，杨蕴玉表示赞同。赵清理后受到习远平（习仲勋之子）和习仲勋秘书曹志斌的接见。赵清理就南阳创办张仲景国医大学的想法和杨蕴玉副部长的意见，向曹志斌和习远平作了介绍。
1985年1月8日，南阳地委成立了张仲景国医大学筹备委员会，并向河南省人民政府打了一份报告，在习仲勋的协调下，邀请了全国人大常委会副委员长朱学范、全国政协副主席董其武为张仲景国医大学的名誉校长。
1985年2月1日，河南省人民政府批复南阳地区行政公署，同意筹建张仲景国医大学。

### 并入南阳理工学院
1993年，经教育部批准，张仲景国医大学并入了南阳理工学院，组建了该高校所属的国医国药系，2006年更名为张仲景国医学院，2015年更名为张仲景国医国药学院。

### 再次独立筹建学院
2011年，河南省政府出台《支持南阳市经济社会加快发展的若干意见》的文件，文件中指出为推进中药现代化，要扶持南阳中医药事业发展，并支持南阳筹建张仲景国医学院。2022年，南阳理工学院张仲景国医学院与南陽醫學高等專科學校完成整合，将重新命名为张仲景国医大学，并计划于2023年开始招生。